# إياد حجاج
إياد إبراهيم صابر حجاج ممثل ومخرج فلسطيني، ولد في سبعينيات القرن الماضي في مدينة رفح الفلسطينية، نشأ وترعرع في عائلة حجاج وهي إحدى أكبر العائلات في مدينته وتمتد جذورها إلى جمهورية مصر العربية.

## حياته
شارك إیاد في فترة مراهقته بعدة أعمال فنیة في منطقة الشرق الأوسط، ومن فرط شغفه بالفن كان يسعى دائماَ لإيجاد أي فرصة فنية له قريبة كانت أم بعيدة. عائلته الكبيرة والتي تضم 12 أخاَ وأخت جعلت لديه حس عالي بروح الفريق. يهوى إياد ركوب الخيل ويجيد الكاراتيه ويحب الرسم والفن التشكيلي، عدا عن هذا فهو يعلم فنون التمثيل في هوليوود، ويقوم بتعليم الدبكة الفلسطينية لمجموعات التمثيل في ولاية كاليفورنيا.
تخرج إیاد حجاج من جامعة بیت لحم بشھادة في العلاج الطبیعي، وهو حاصل كذلك على شھادة في العلاج السلوكي.

## مسيرته الفنية
تجاوز رصيده المهني السبعين عملاَ فنياَ، آخرهم كان برنامج تلفزيوني إسمه Shooter صور بين مدينتي فانكوفر الكندية ولوس أنجلوس بكاليفورنيا. شارك في عمل من إنتاج شركة أمازون باسم Transparent، وفي مسلسل The Brink ولعب دوراً محورياَ في مسلسل Agent X، وشارك بدور هام في المسلسل الشهير Madam secretary والذي أنتجته مجموعة قنوات إتش بي أو الأمريكية، شارك أيضاَ بدور مساعد في فیلم The Wizard من بطولة جون فویت، وبدور ثانوي ایضاً في فیلم Thunder run من بطولة جیرارد بتلر واخراج سایمون ویست.

## إنتاجاته السنيمائية
أسس إياد شركة الإنتاج السنيمائية الخاصة به في لوس أنجلوس وأسماها «صور ینقصھا السلام».
في الوقت الحالي یعمل إیاد حجاج على صناعة فیلم اثارة بعنوان عشر دقائق ونصف Ten & A Half Minutes
المبنى على قصة حقیقیة.
مؤخراً قام بإنتاج واخراج فیلم أحلام لم تراودني والذي شارك ببطولة بجانب مجموع من نجوم ھولیوود مثل مالكوم ماكدویل و روبین جیفنز. وقام ایضاً بالمشاركة بانتاج فیلم Raptor Ranch من بطولة لورینزو لاماس. إضافة لذلك، عمل إیاد حجاج كمستشار ثقافي للعدید من الأفلام والبرامج التلفزیونیة. عمل أيضاَ مع العدید من المنتجین والمخرجین في ھولیوود مما أكسبه الخبرة والكفاءة ليقوم بإنتاج الأفلام وبأعلى الإمكانات.

## جوائز
- جائزة مهرجان 168 الدولي السنيمائي (جائزة أفضل ممثل مساعد) 2012.[بحاجة لمصدر]
- جائزة مهرجان لاكي سترايك الدولي للأفلام الطويلة (جائزة أفضل منتج، أفضل فيلم طويل) 2016.[بحاجة لمصدر]
- جائزة مهرجان ويند الدولي السنيمائي (أفضل فيلم طويل، أفضل منتج، أفضل ممثل) 2017.[بحاجة لمصدر]
- جائزة مهرجان سان بيدرو الدولي السنيمائي (أفضل فيلم طويل)[8] 2017.[بحاجة لمصدر]
- مؤخراَ تم ترشيح فيلم أحلام لم تراودني من قبل مهرجان شرم الشيخ الدولي للأفلام والذي سيعقد في شهر مارس 2018[9][بحاجة لمصدر]
- جائزة أفضل ممثل مساعد عن دوره في فیلم الملجأ في مھرجان 168 السینمائي لعام 2012.[بحاجة لمصدر]